# 화빈 양씨
화빈 양씨(중국어: 梁和嬪, 1562년 - 1643년)는 명 신종 만력제 주익균의 후궁 중 한명으로, 하남 귀덕부 출신이다. 아버지 양신은 딸이 귀해지면서 금의위 정천호로 봉해졌다. 어머니는 반씨이고, 차녀이다.

## 생애
가정 41년 (1562년) 3월 12일에 태어났다.
만력 9월 9일, 양씨는 황궁에 간택으로 뽑혔다. 만력 10년 (1582년) 3월, 화빈(和嫔)에 책봉되었고, 당시 21세였다.
양씨는 자녀를 낳지 못해 평생 진봉되지 않았으나, 양씨는 비교적 총애를 받아 궁중에서 특별한 대접을 받았다. 출토된 묘지에 따르면, 화빈 양씨는 숭정 16년 (1643년) 정월 17일에 사망하였고, 같은 해 7월 18일에 장례를 치렀으며, 향년 82세였다.
화빈 양씨는 순빈 장씨, 도빈 경씨, 경빈 소씨, 신빈 위씨, 영빈 이씨, 덕빈 이씨와 함께 묻힌 신종칠빈묘에 묻혔고, 현재 베이징시 하이뎬구 중부 둥쓰촌에서 1951년에 발굴되었다.

## 참고 문헌
- 《신묘화빈양씨광지》